# Gaspard Stanggassinger
Gaspard Stanggassinger (Berchtesgaden, 12 janvier 1871 - Gars am Inn, 26 septembre 1899) est un rédemptoriste allemand reconnu bienheureux par l'Église catholique qui le fête le 26 septembre.

## Biographie
Deuxième d'une famille bavaroise de seize enfants, il décide, tout jeune, de devenir prêtre. À 16 ans, il fait un vœu privé de chasteté, puis entre dans le Tiers-Ordre franciscain. Mais, à la suite d'une visite au couvent des rédemptoristes de Gars, il choisit cette congrégation, pourtant interdite dans l'Empire allemand, ce qui motive l'opposition de son père. Il n'entre pas moins au noviciat en 1892 et prononce ses premiers vœux l'année suivante, en Autriche.
Il est ordonné prêtre en 1895. Il désire être missionnaire, mais ses supérieurs lui confient une tâche d'éducateur. Et quand la congrégation est à nouveau admise en Allemagne, elle fonde à Gars une école et un collège, dont il est nommé directeur en 1899. Il meurt brusquement, quelques jours plus tard, d'une péritonite.

## Béatification
Au jugement de tous, il avait été une « personne normale ». Pourtant, son procès de béatification commence en 1935 à Munich, à la suite de la guérison d'une infirmière qui souffrait d'une grave maladie de l'estomac, et avait fait une neuvaine par son intercession. Le père Stanggassinger est béatifié par le pape Jean-Paul II le 24 avril 1988.